# Juan Castillo Balcázar
Juan Mauricio Castillo Balcázar (La Serena, 29 ottobre 1970) è un ex calciatore cileno, di ruolo attaccante.